# 拉烏尼翁 (倫皮拉省)

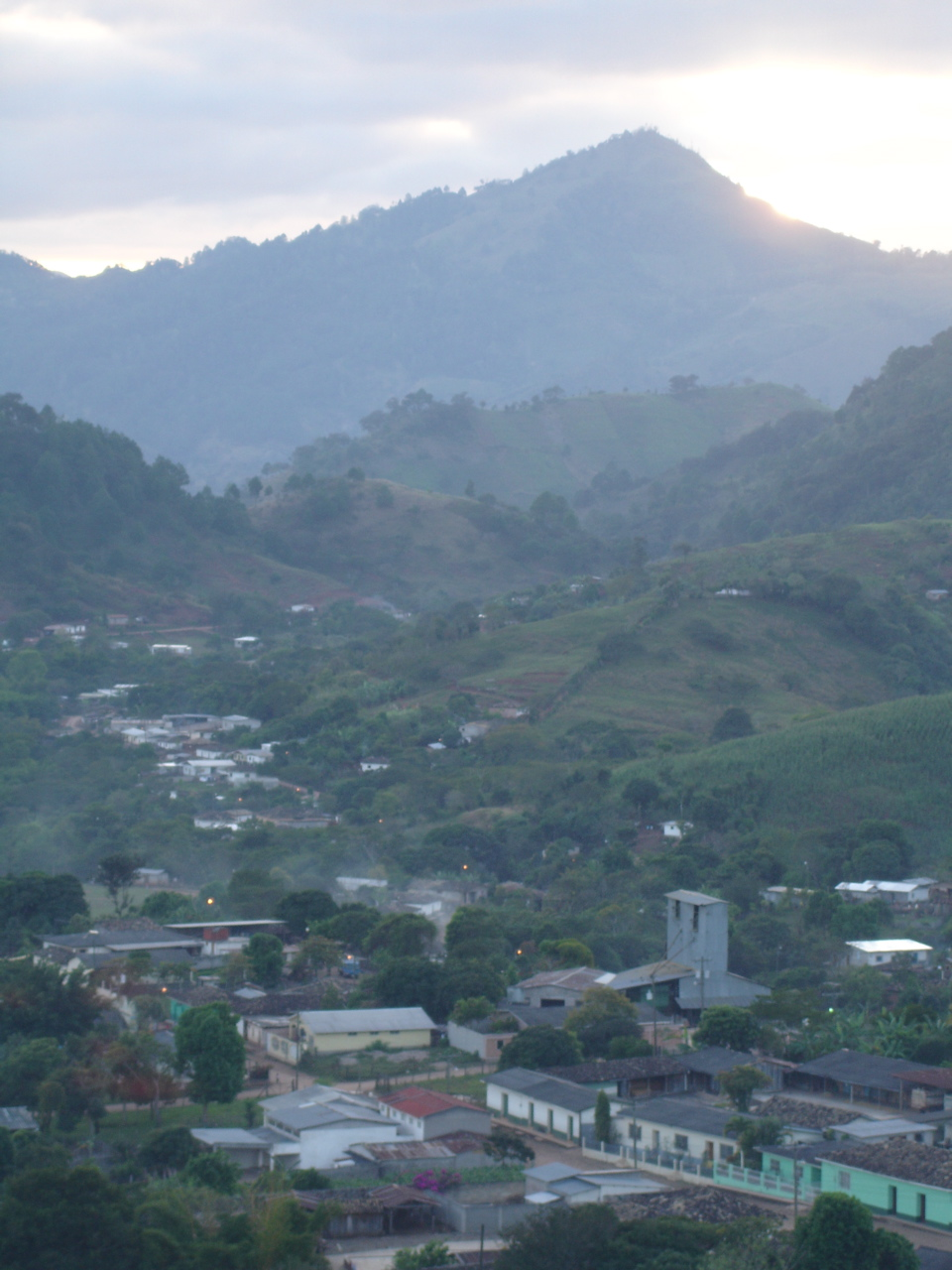

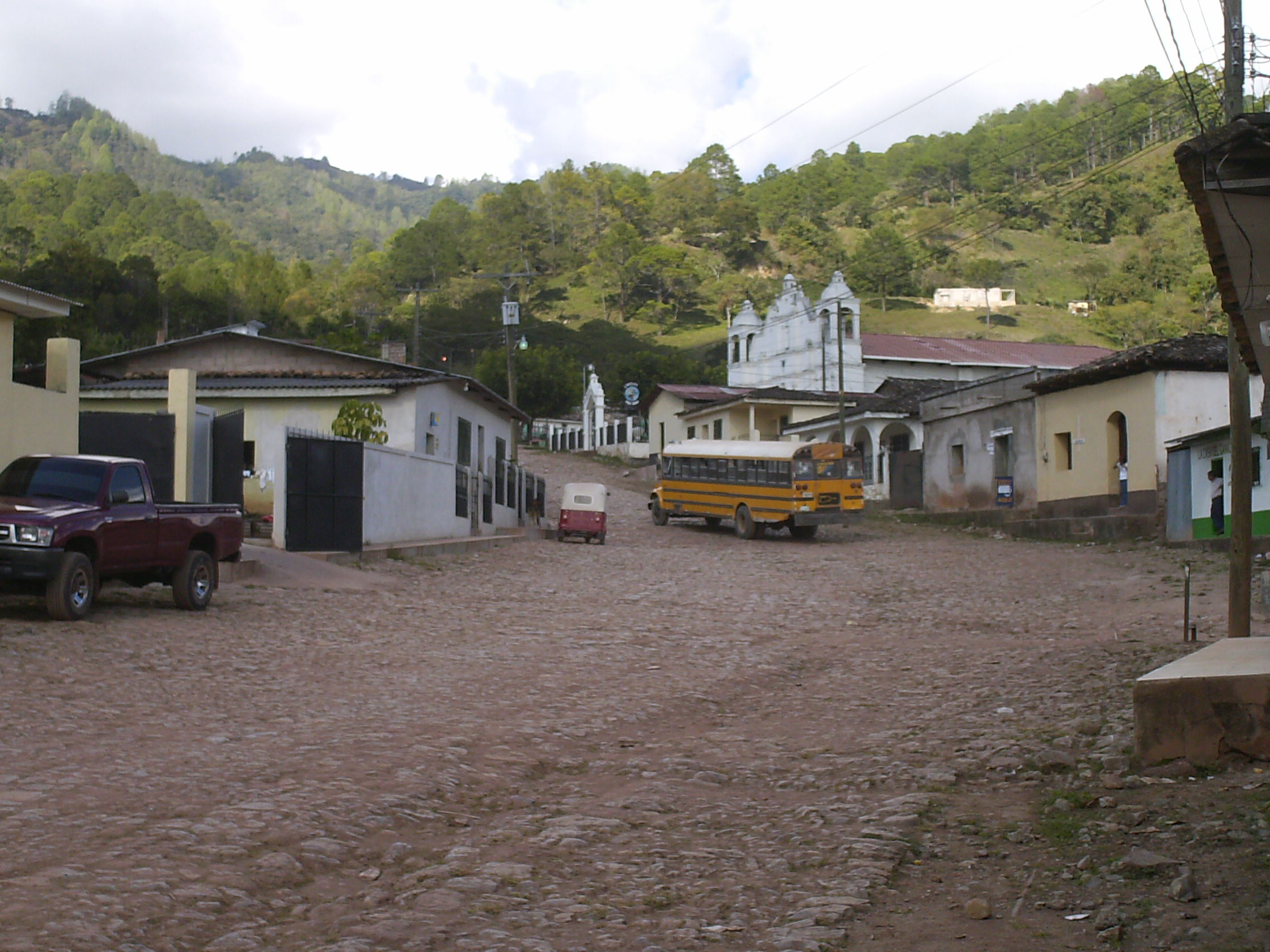

拉烏尼翁（西班牙語：La Unión），是洪都拉斯的城鎮，位於該國西南部，由倫皮拉省負責管轄，始建於1916年5月3日，面積84.2平方公里，海拔高度1,161米，2001年人口9,565，人口密度每平方公里113.6人。
14°49′N 88°24′W / 14.817°N 88.400°W